# Tell Tal
Tell Tal (arabisch تل طال), auch bekannt unter dem kürzeren Tal (طلنايا), ist ein Dorf am Fluss Chabur in der Nähe von Tell Tamer im westlichen Gouvernement Hasaka im Nordosten Syriens. Die Vorsilbe Tell steht dabei in dieser Region für einen dominierenden Hügel, siehe auch Tell (Archäologie). Administrativ gehört es zur Nahiya Tell Tamer.
Das Dorf wird von Assyrern bewohnt, die der Assyrischen Kirche des Ostens angehören. Bei der Volkszählung 2004 hatte es eine Bevölkerung von 314.